# Khashyar Darvich
Khashyar Darvich est un réalisateur et producteur américain d'ascendance iranienne, né en 1966 à Cleveland, (États-Unis).
Il a produit et réalisé Dalai Lama Renaissance, un film documentaire américain au sujet du Dalaï Lama et dont l’acteur Harrison Ford est le narrateur. 
Il a produit d'autres documentaire est programmes télévisés, dont le documentaire au sujet d'une ville excentrique située dans les montagnes du Colorado et intitulé « Black Hawk Waltz: Tales of a Rocky Mountain Town », diffusé sur History Channel.
En 2008, il a produit The Coach Parks un film au sujet d'une école afro-américaine. 
Il est diplômé de l'université Miami, à Oxford, dans l'Ohio.

## Filmographie
- 1997 : Black Hawk Waltz: Tales of a Rocky Mountain Town
- 2007 : Dalai Lama Renaissance
- 2008 : The Coach Parks
- 2014 : Dalai Lama Awakening (en)